# Comuna Teptiivka, Bohuslav
Teptiivka (în ucraineană Тептіївка) este o comună în raionul Bohuslav, regiunea Kiev, Ucraina, formată din satele Deșkî și Teptiivka (reședința).

## Demografie
Componența lingvistică a comunei Teptiivka
     Ucraineană (97,95%)
     Rusă (2,05%)
Conform recensământului din 2001, majoritatea populației comunei Teptiivka era vorbitoare de ucraineană (97,95%), existând în minoritate și vorbitori de rusă (2,05%).